# Doorn
Doorn é uma vila no município de Utrechtse Heuvelrug, no centro dos Países Baixos, na província de Utrecht. A cidade é famosa por ser a residência final de Guilherme II da Alemanha.

## História
Em um documento de 885 a 896, o assentamento é chamado de "Thorhem", uma morada de Thor, o deus do trovão. Os vikings alojados em Dorestad (hoje Wijk bij Duurstede) referiam-se ao local como Thorhem, pois o deus do trovão era adorado ali. Escavações arqueológicas em um pântano na propriedade de Hoog Moersbergen, ao norte de Doorn, revelaram evidências de um local de sacrifício pagão.
Mais tarde, o assentamento de Thorhem tornou-se parte da propriedade conhecida como Villa Thorhem. Por volta de 1200, esta propriedade estava na posse de um preboste do Bispado de Utrecht. Um de seus sucessores construiu um castelo no século XIV – agora conhecido como Huis Doorn – e fundou a Maartenskerk ("Igreja de São Martinho") por volta de 1200. A igreja foi ampliada no século XV e mais tarde passou para as mãos dos protestantes por volta de 1585, permanecendo em uso como uma igreja protestante. Outro castelo, Kasteel Moersbergen, foi mencionado pela primeira vez em 1435 e passou por várias alterações desde o século XVII. A extensa propriedade ao redor de Huis Doorn deixou pouco espaço para expansão da cidade até 1874, quando a propriedade foi dividida. Após a Segunda Guerra Mundial, a cidade experimentou um crescimento significativo e hoje também abriga uma importante base para os fuzileiros navais holandeses. Perto está o Von Gimborn Arboretum, um dos jardins botânicos da Universidade de Utrecht. Doorn foi um município independente até 1 de janeiro de 2006, após o qual se tornou a principal cidade do município de Utrechtse Heuvelrug. A cidade também apoia seu próprio clube de futebol, DEV Doorn.

## Habitantes notáveis
O último imperador alemão, Guilherme II da Alemanha, viveu em Huis Doorn, no centro da vila, após sua deposição em 1918. Embora inicialmente tenha considerado o seu exílio como humilhante, gradualmente encontrou consolo na tranquilidade de Doorn e supervisionou pessoalmente os jardins, permanecendo ativo no acompanhamento dos desenvolvimentos políticos até à sua morte em 1941.
O romancista holandês Simon Vestdijk residiu em Doorn durante grande parte de sua vida (1939–1971, com breves intervalos em outros lugares). Suas obras refletem a atmosfera pacífica e introspectiva da vila.

O escritor holandês Maarten Maartens mandou construir um pequeno castelo em Doorn — Zonheuvel ("Colina do Sol", concluído em 1903). Hoje, o castelo é conhecido como Maarten Maartenshuis [nl] e faz parte do hotel e centro de conferências Zonheuvel.

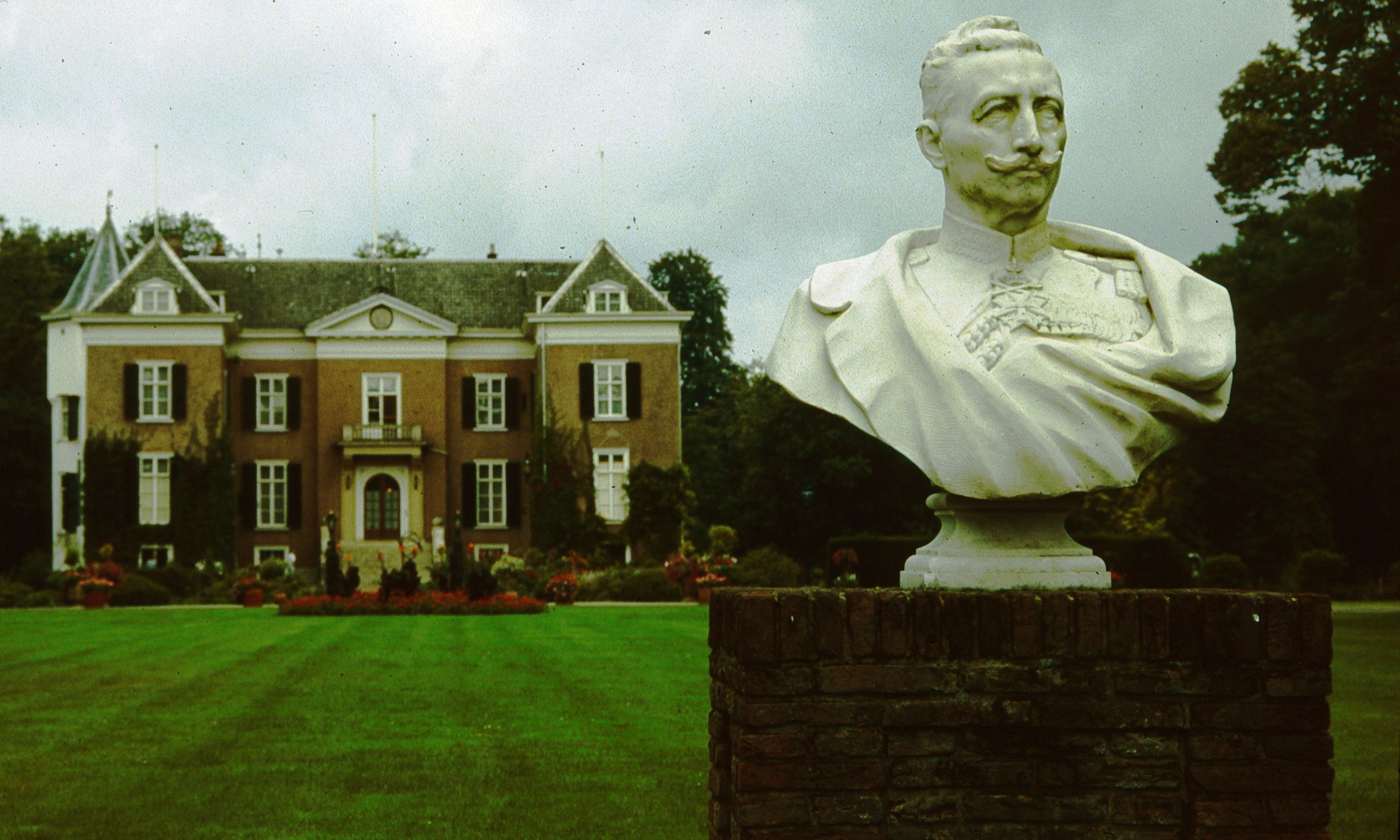
O Kaiser Guilherme II viveu aqui por mais de vinte anos.
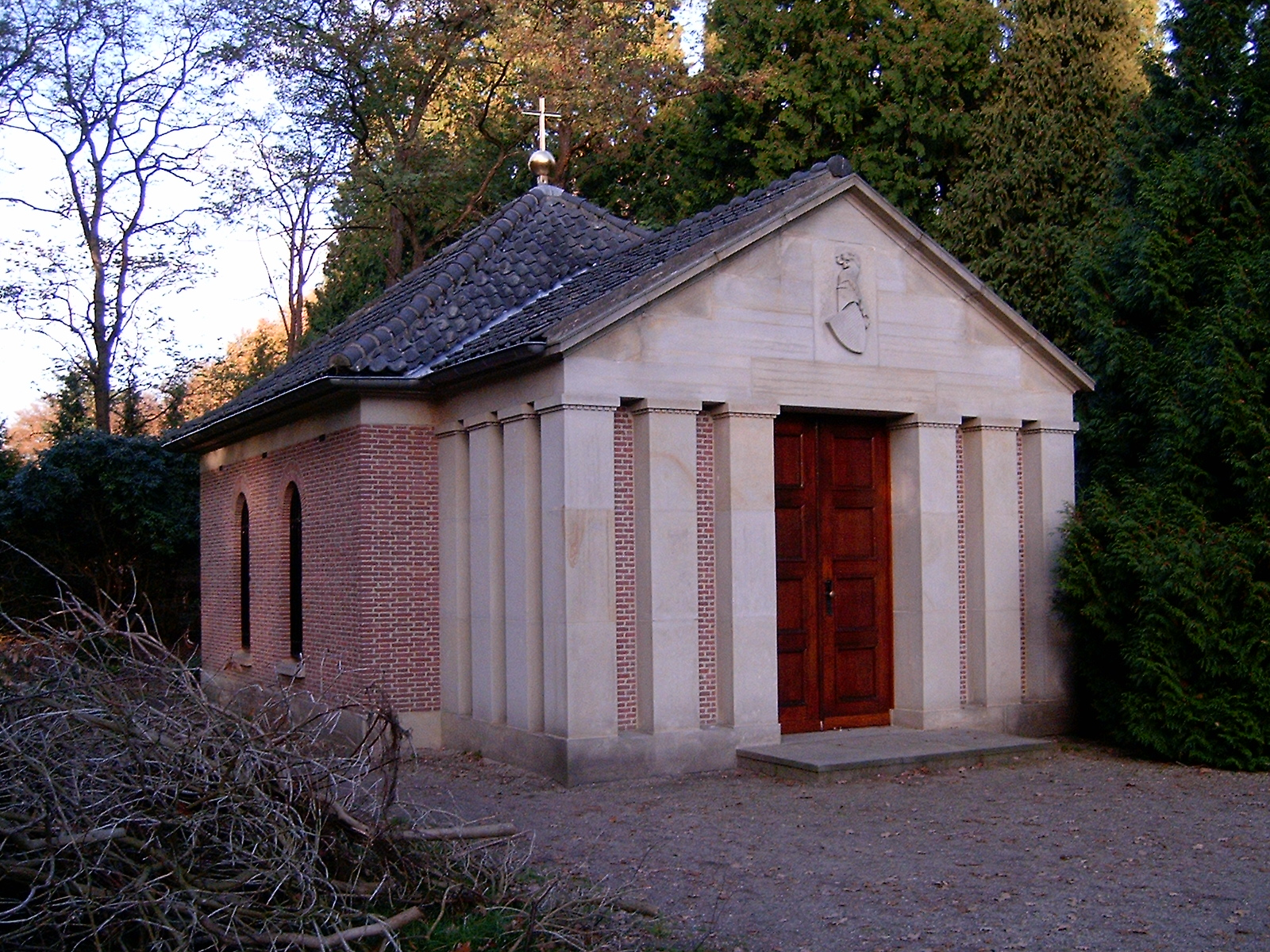
O túmulo de Guilherme II em Huis Doorn
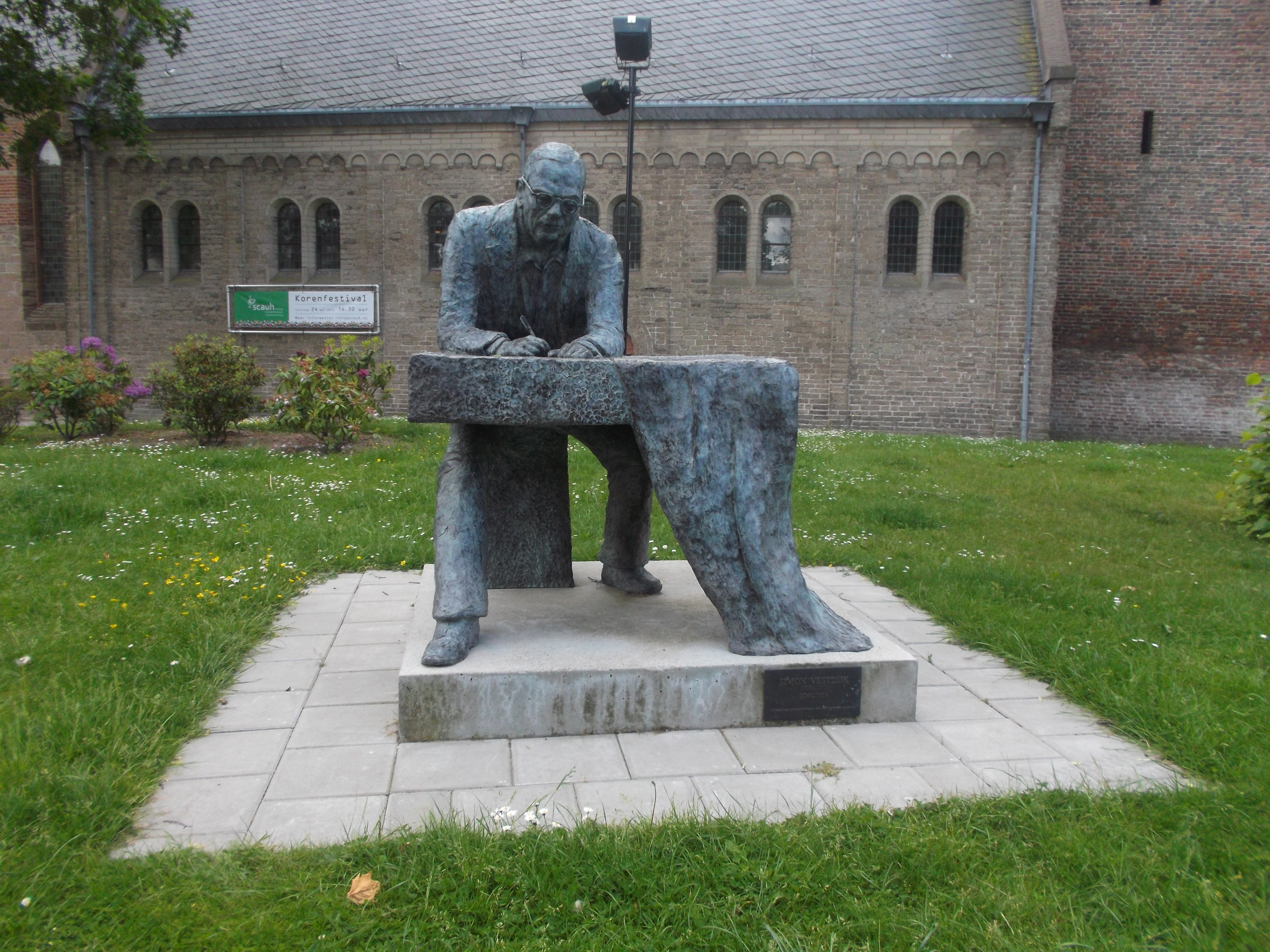
A estátua de Simon Vestdijk em Doorn
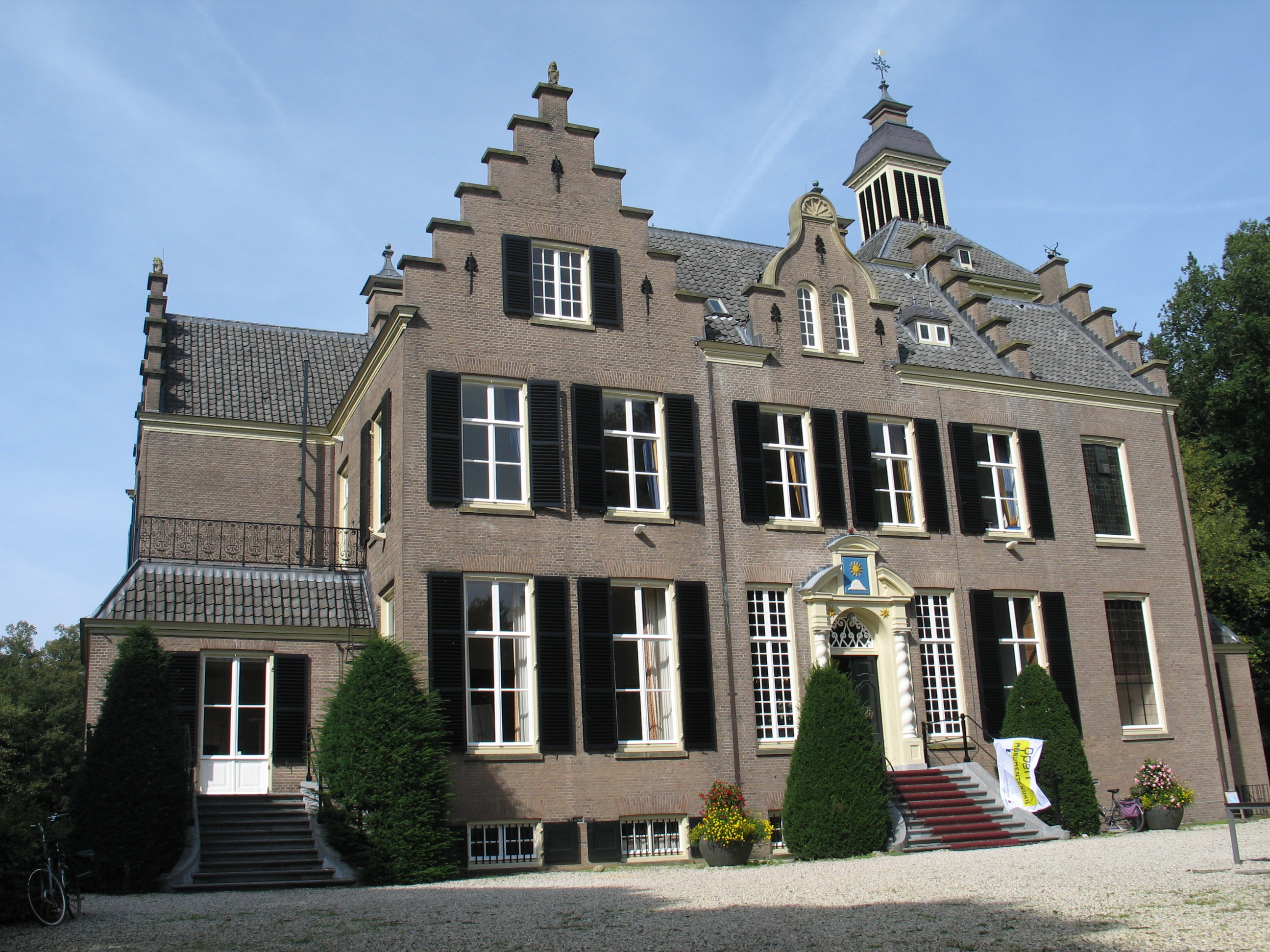
Casa de Maarten Maartens em Doorn